# Корнацел (Бакау)
Корнацел (рум. Cornățel) насеље је у Румунији у округу Бакау у општини Урекешти. Oпштина се налази на надморској висини од 129 m.

## Становништво
Према подацима из 2002. године у насељу је живело 822 становника, од којих су сви румунске националности.